# Gypsophila babatagi
Gypsophila babatagi är en nejlikväxtart som först beskrevs av Pavel Nikolaevich Ovczinnikov, och fick sitt nu gällande namn av Bondar. Gypsophila babatagi ingår i släktet slöjor, och familjen nejlikväxter. Inga underarter finns listade i Catalogue of Life.